# VGA-Anschluss
VGA-Anschluss (engl. Video Graphics Array) umfasst die Spezifikation einer analogen elektronischen Schnittstelle zur Übertragung von Bewegtbildern zwischen Grafikkarten und Anzeigegeräten sowie Spezifikationen für hierzu geeigneten Steckern und Kabeln. Die Einführung erfolgte 1987 gleichzeitig mit dem Video Graphics Array von IBM und folgte dem EGA-Anschluss.

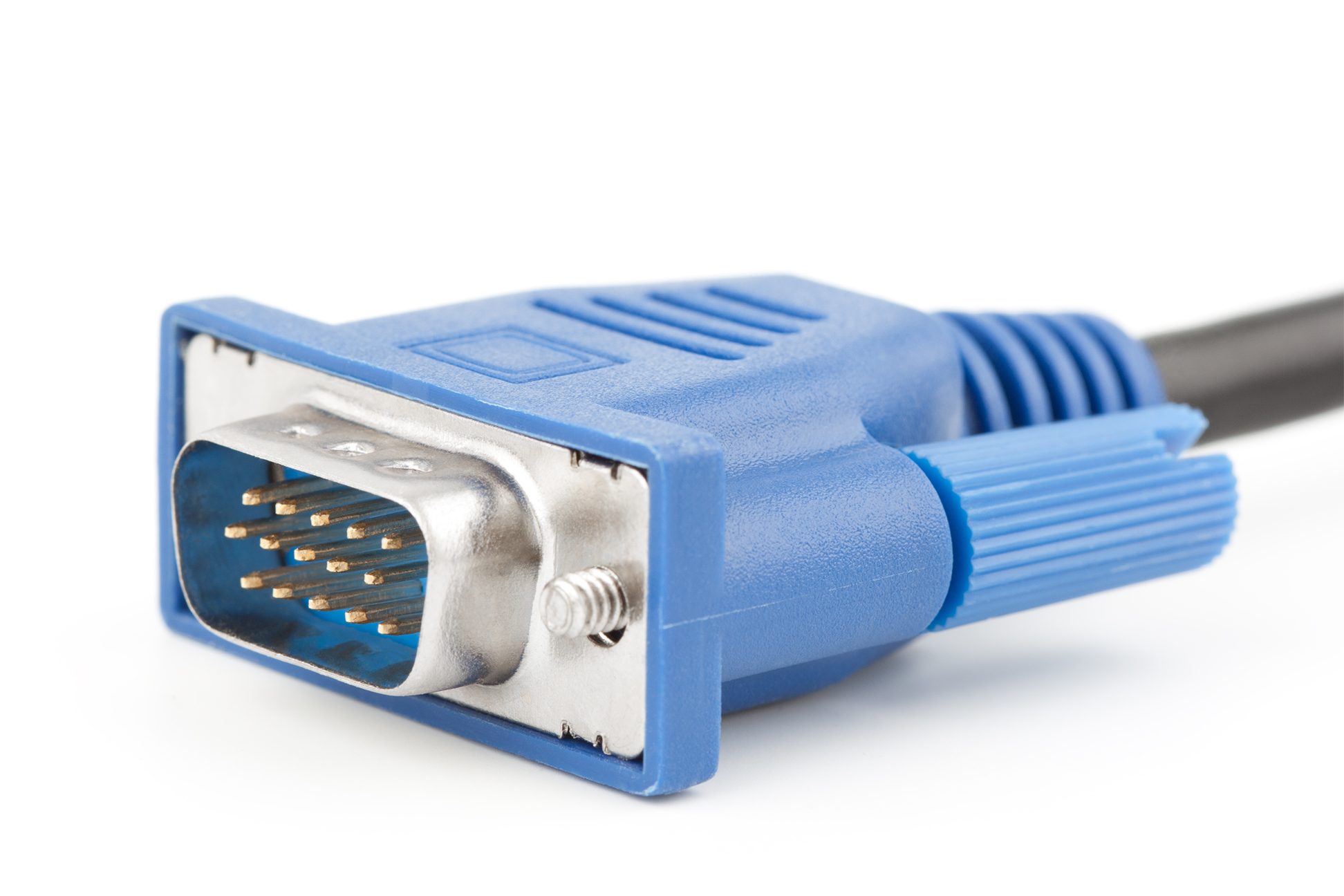
15-poliger D-Sub-Stecker eines VGA-Kabels

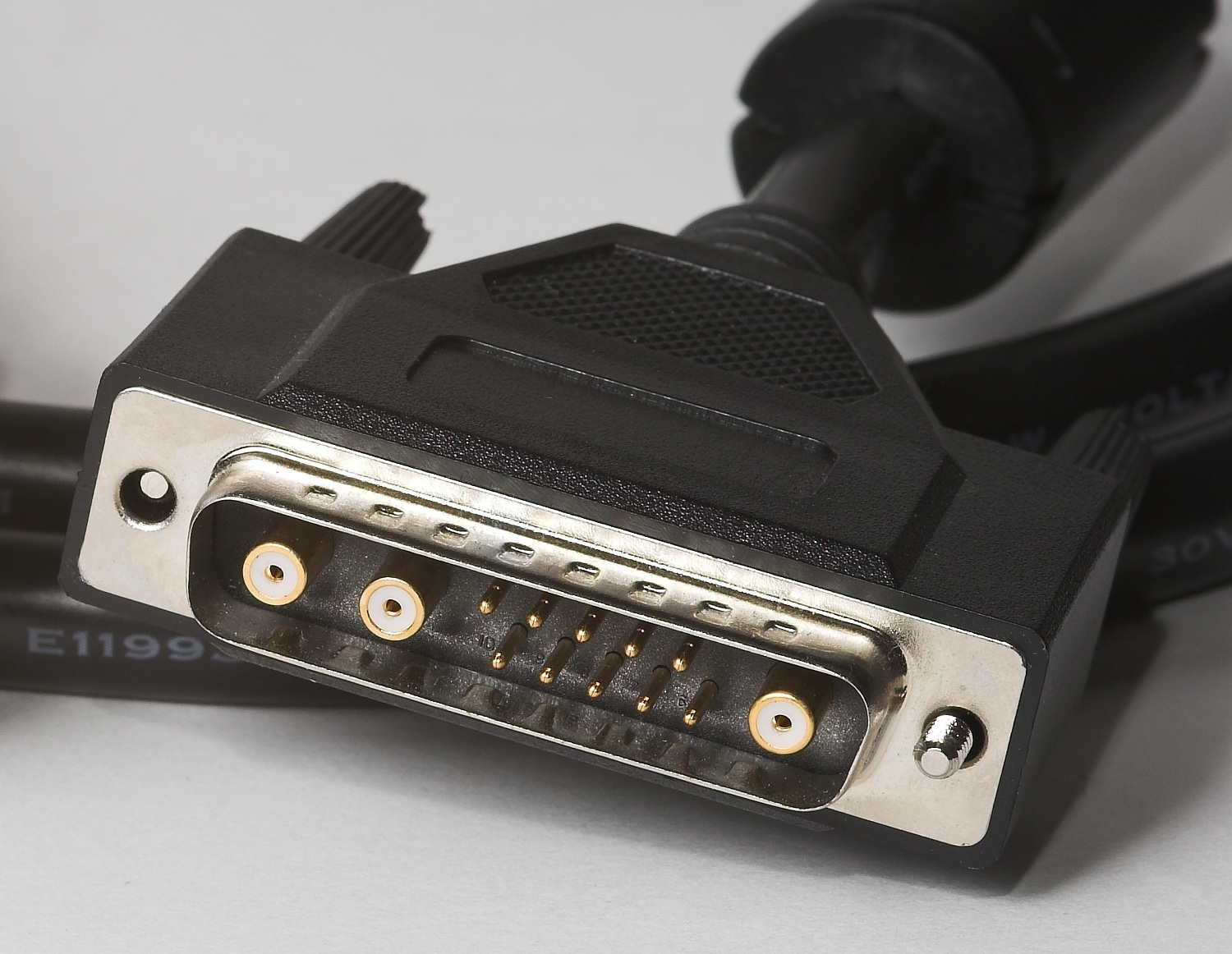
13W3-Stecker für Workstations
(die drei integrierten Koaxialstecker haben jeweils zwei Kontakte)

Hierbei wird das analoge VGA-Signal durch den Video Display Controller/RAMDAC der Grafikkarte erzeugt.
Bei aktuellen Geräten wie Flachbildschirmen und Videoprojektoren ist eine Umwandlung des digitalen Bildes der Grafikkarte in ein analoges Signal nicht mehr notwendig, da im Anzeigegerät ohnehin ein digitales Signal benötigt wird. Bei einer vorhandenen VGA-Verbindung muss das von der Grafikkarte erzeugte digitale Bild zunächst verlustbehaftet analogisiert und im Anzeigegerät wieder re-digitalisiert werden, was zu Qualitätseinbußen führt. Daher sind hier digitale Verbindungen vorzuziehen wie DVI, HDMI oder DisplayPort, welche rein digital arbeiten und Umwandlungsverluste vermeiden. Für die analoge Übertragung von NTSC- und PAL-TV-Signalen existieren verwandte Standards, z. B. RGB, S-Video und F-BAS.
Früher wurde unter anderem in Workstations der Unternehmen Sun, Silicon Graphics und IBM der Steckertyp 13W3 verwendet, bei dem die Bildsignale besser geschirmt sind. Die elektrischen Signale sind aber ansonsten identisch.
Eine kompaktere, manchmal in Laptops eingesetzte Variante ist Mini-VGA, welche sich nur mechanisch aber nicht elektrisch vom ursprünglichen VGA-Anschluss unterscheidet.
Die PC-99-Norm schreibt seit dem Jahr 1999 für VGA-Stecker und Buchsen die blaue Farbe vor.
Seit etwa 2015 wurde die VGA-Schnittstelle praktisch vollständig von den digitalen Varianten HDMI und DisplayPort verdrängt. 

## Steckverbindung

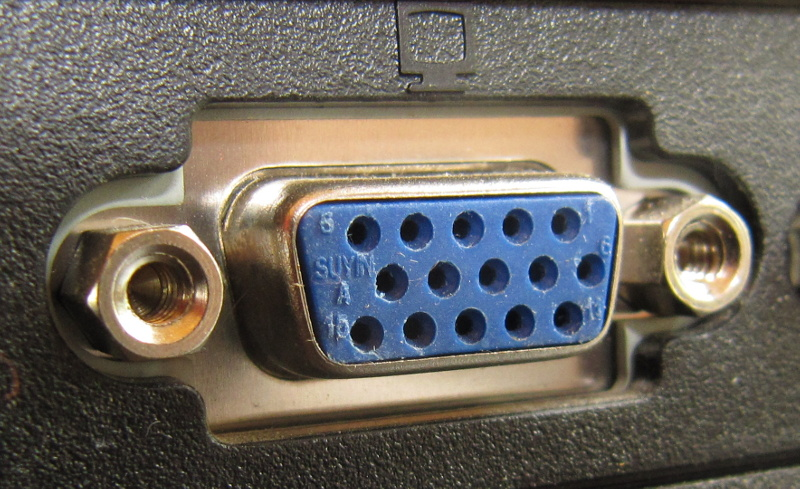
VGA-Anschlussbuchse

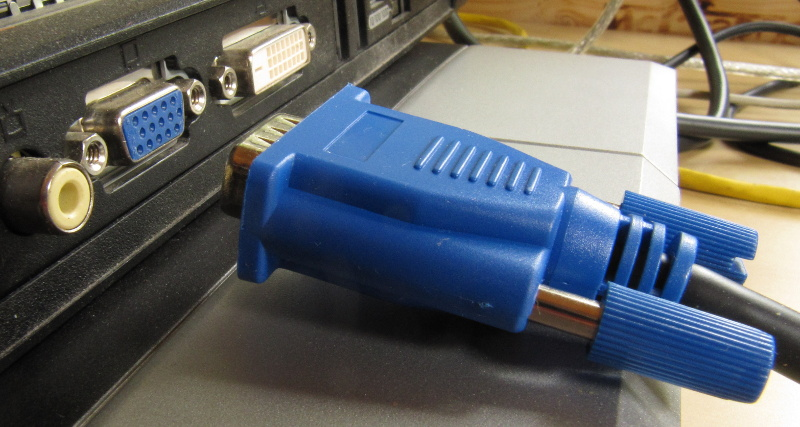
VGA-Buchse und Stecker

Mit VGA-Stecker bezeichnet man einen 15-poligen Mini-D-Sub-Stecker (auch D-Sub-Mini-Anschluss genannt) mit drei Anschlussreihen (Typ DE-15).
Der Ausgang der Grafikkarte ist stets eine Buchse, der Eingang am Anzeigegerät kann prinzipiell beiderlei Geschlechts (vgl. eng. male = Stecker, female = Buchse) sein (je nach Geräte-Modell). In der Regel (alle modernen Röhren- und LCD-Monitore) ist dieser aber ebenfalls eine Buchse, sodass ein Verbindungskabel zwei Stecker-Enden benötigt. Viele Anzeigegeräte (Monitore) haben auch ein fest angebrachtes Kabel, wobei dieses mit einem Stecker endet und an die Buchse der Grafikkarte im PC passt.
Der Nachfolger von VGA- und DVI-Anschluss ist der DisplayPort.
| Die Buchse in Steckrichtung. | Die Buchse in Steckrichtung.                                            |
| Pin                          | Funktion                                                                |
| ---------------------------- | ----------------------------------------------------------------------- |
| 1                            | Rot (0,7 Vss @ 75 Ohm)                                                  |
| 2                            | Grün (Pegel & Impedanz s. o.) oder (analoges) Monochromsignal           |
| 3                            | Blau (Pegel & Impedanz s. o.)                                           |
| 4                            | ID2 (Monitor-IDentifizierung #2) oder Reserve                           |
| 5                            | digitale Masse für DDC                                                  |
| 6                            | analoge Masse für Rot                                                   |
| 7                            | analoge Masse für Grün                                                  |
| 8                            | analoge Masse für Blau                                                  |
| 9                            | nicht belegt; glgt. +5 V von der Grafikkarte (= Computer angeschlossen) |
| 10                           | analoge Masse für Synchronsignale                                       |
| 11                           | ID0                                                                     |
| 12                           | ID1 oder digit. Datenaustausch (DDC – SDA, Serial DAta = Datenleitung)  |
| 13                           | Horizontale Synchronisation oder gemeinsame Sync. (H + V)               |
| 14                           | Vertikale Synchronisation                                               |
| 15                           | Digit. Datenaustausch (DDC – SCL, Serial CLock = Taktleitung)           |

Der Signalpegel beträgt (außer für die Datenleitungen) 0,7 Vss mit 75 Ω Impedanz. VGA-Kabel können je nach Qualität schon bei Längen unter 5 m deutlich störanfällig sein, oder auch bei über 30 m Kabellänge noch ein gutes Signal übertragen. Vorteilhaft ist ein hochfrequenzgeeignetes Kabel (geringe Dämpfung, hohe Abschirmung (>65 dB), passende Impedanz (75 Ω)) mit koaxialem Aufbau für die Farbkanäle.
Generell ist der VGA-Anschluss bis 400 MHz Videobandbreite einsetzbar, was für Auflösungen bis zu 2560 × 1440 Pixeln bei einer Bildfrequenz von 75 Hz ausreicht. Bei hohen Auflösungen können Unschärfen (durch Ausrunden der Signalflanken) und/oder Schattenbilder (durch Reflexionen in der analogen Verbindung) in Abhängigkeit von der Kabelqualität deutlich sichtbar werden.
DDC1 verwendet Pin 14 (V-Sync) als SCL, allerdings geht nur ein vereinfachtes Datensignal vom Monitor zum PC, DDC2 verwendet dafür Pin 15, unterstützt aber Signale in beide Richtungen und hat mehr Funktionen.
| Wenn kein DDC-Signal verwendet werden kann, kann auch das ältere "ID"-System verwendet werden. | Wenn kein DDC-Signal verwendet werden kann, kann auch das ältere "ID"-System verwendet werden. | Wenn kein DDC-Signal verwendet werden kann, kann auch das ältere "ID"-System verwendet werden. | Wenn kein DDC-Signal verwendet werden kann, kann auch das ältere "ID"-System verwendet werden. | Wenn kein DDC-Signal verwendet werden kann, kann auch das ältere "ID"-System verwendet werden. |
| Pin 11                                                                                         | Pin 12                                                                                         | Pin 4                                                                                          | Erklärung                                                                                      |                                                                                                |
| ID0                                                                                            | ID1                                                                                            | ID2                                                                                            |                                                                                                |                                                                                                |
| ---------------------------------------------------------------------------------------------- | ---------------------------------------------------------------------------------------------- | ---------------------------------------------------------------------------------------------- | ---------------------------------------------------------------------------------------------- | ---------------------------------------------------------------------------------------------- |
| NC                                                                                             | NC                                                                                             | NC                                                                                             | kein Monitor angeschlossen                                                                     |                                                                                                |
|                                                                                                | Masse                                                                                          |                                                                                                | Monochrom-Monitor                                                                              |                                                                                                |
| Masse                                                                                          |                                                                                                |                                                                                                | Farbmonitor, Auflösung 0800 × 600                                                              |                                                                                                |
| Masse                                                                                          |                                                                                                | Masse                                                                                          | Farbmonitor, Auflösung 1024 × 768                                                              |                                                                                                |

Je nach Auflösung(en) gibt es noch mehr Kombinationen (PIN 15 wird dann manchmal als ID3 bezeichnet)
Hinweis: Manche moderne Grafikkarten und Beamer unterstützen auch einen HDTV-Ausgang (Component Video) am VGA-Stecker; dann wird statt des RGB-Signals ein YPbPr-Signal übertragen. Die Belegung ist typischerweise, jedoch nicht zwingend, Rot-Differenz = Pr auf Pin 1, gammakorrigierte Helligkeit = Y auf Pin 2 (mit Sync), Blau-Differenz = Pb auf Pin 3, Pin 6 bis 8 Masse, Rest NC (engl. not connected, d. h. nicht belegt).

## Signaleigenschaften
Durch die Generierung von unterschiedlichen Pixelfrequenzen durch die Grafikkarte ist ein Einsatz von einstellbaren Tiefpassfiltern zur Begrenzung der Videobandbreite nach dem RAMDAC technisch kaum realisierbar. Ein VGA-Signal erfährt daher keine Bandbegrenzung, was zu einem treppenförmigen Verlauf des Analogsignals im Pixeltakt mit eventuell vorhandenen Überschwingern nach Pixelflanken führt. Die Verarbeitung solcher Signale ist bei rein analogen Röhrenbildschirmen meist unproblematisch, kann aber bei LCD-Flachbildschirmen zu Problemen führen. Für die Wiedergabe auf einem LCD muss das Signal zuerst mit einem Analog-Digital-Umsetzer (ADC) wieder digitalisiert werden, was eine korrekte Einstellung der Pixelfrequenz und der Pixelphase (Zeitpunkt der ADC-Abtastung während jeder Pixeldauer) voraussetzt. Dies wird in heutigen Flachbildschirmen durch automatische Routinen innerhalb 0,5–2 s bewerkstelligt, gelingt aber nicht immer fehlerfrei, so dass eine manuelle Feineinstellung für jede verwendete Bildauflösung notwendig werden kann.

### Auflösung
Ursprünglich wurde der VGA-Anschluss nur für eine Auflösung bis 640 × 480 Pixeln auf analog arbeitenden Bildschirmröhren konzipiert. Bis 1280 × 720 Pixeln ist die Benutzung von VGA normalerweise unproblematisch, bei guten Grafikkarten und Monitoren auch noch bis in den Full-HD-Bereich bei 1920 × 1080 Bildpunkten. Durch die D/A-Umwandlung, die bei vielen Bildpunkten rechenintensiver wird, kann es bei älteren Grafikkarten oberhalb von 1280 × 720 Pixeln eventuell zu einem Stocken kommen und durch die eingeschränkten HF-Eigenschaften eines VGA-Kabels zu Kontrastproblemen. Mit guten VGA-Kabeln oder BNC-Kabeln mit VGA-Anschluss sind jedoch auch noch höhere Auflösungen wie z. B. 2048 × 1536 problemlos möglich. Die Grenzen ergeben sich dann hauptsächlich durch die maximale RAMDAC-Frequenz der Grafikkarte, bei neueren Grafikkarten sind 400 MHz üblich.

## Verwandtschaft zu DVI
DVI, der digitale Nachfolger von VGA, besitzt zwingend auch einige Kontakte, in denen ein analoges VGA-Signal übertragen werden kann. Ob über diese vorhandenen Kontakte aber tatsächlich ein analoges Signal führt, ist geräteabhängig. DVI-Schnittstellen mit analogem Signal werden mit den Zusätzen „I“ (DVI-I) bzw. „A“ (DVI-A) gekennzeichnet. In diesem Fall können mittels eines passiven Adapters auch VGA-Geräte an DVI-Ausgängen betrieben werden. DVI wurde mittlerweile von HDMI, DP und Thunderbolt verdrängt.